# X-COM: Enforcer
X-COM: Enforcer is een computerspel voor het platform Microsoft Windows. Het spel werd uitgebracht in 2001. 